# Тайлер Діблінг
Та́йлер-Джей Ро́берт Ді́блінг (англ. Tyler-Jay Robert Dibling; нар. 17 лютого 2006) — англійський футболіст, вінгер клубу «Саутгемптон».

## Клубна кар'єра
Вихованець академії клубу «Саутгемптон», до якої приєднався в травні 2014 року. 22 лютого 2023 року підписав з клубом свій перший професіональний контракт.
8 серпня 2023 року дебютував в основному складі «Саутгемптона» в матчі Кубка ліги проти «Джиллінгема», вийшовши на заміну Джейдену Мегомі. 18 грудня 2023 року підписав з клубом свій перший професіональний контракт. 13 січня 2024 року в поєдинку проти «Шеффілд Венсдей» дебютував у Чемпіоншипі, замінивши Раяна Фрейзера. За підсумками сезону його команда підвищилась у класі.
17 серпня 2024 року в матчі проти «Ньюкасл Юнайтед» дебютував у Прем'єр-лізі, вийшовши на заміну Джо Арібо. 21 вересня 2024 року в поєдинку Прем'єр-ліги проти «Іпсвіч Таун» забив свій перший гол у професіональній кар'єрі. У віці 18 років і 217 днів став четвертим наймолодшим бомбардиром в історії клубу в Прем'єр-лізі. За підсумками сезону його команда вибула з еліти.

## Кар'єра в збірній
Виступав за збірні Англії до 16, до 17, до 18 і до 19 років.
В травні 2023 року потрапив в заявку збірної до 17 років на юнацький чемпіонат Європи в Угорщині. На турнірі провів 4 матчі, де англійці в чвертьфіналі поступились французам. В листопаді 2023 року виступав на юнацькому чемпіонаті світу, що проходив в Індонезії. На турнірі зіграв 3 поєдинки, відзначившись м'ячем проти збірної Нової Каледонії, а його команда вибула в 1/16 фіналу, поступившись узбекистанцям.
В листопаді 2023 року вперше викликаний в збірну Англії до 21 року для участі в товариських матчах проти збірних Іспанії та Нідерландів. 15 листопада 2023 року в поєдинку з Іспанією дебютував за молодіжну збірну Англії.

## Статистика виступів
Станом на 17 серпня 2025
| Клуб              | Сезон             | Чемпіонат         | Чемпіонат | Чемпіонат | Кубок | Кубок | Кубок ліги | Кубок ліги | Єврокубки | Єврокубки | Інші  | Інші | Всього | Всього |
| Клуб              | Сезон             | Дивізіон          | Матчі     | Голи      | Матчі | Голи  | Матчі      | Голи       | Матчі     | Голи      | Матчі | Голи | Матчі  | Голи   |
| ----------------- | ----------------- | ----------------- | --------- | --------- | ----- | ----- | ---------- | ---------- | --------- | --------- | ----- | ---- | ------ | ------ |
| Саутгемптон       | 2023–24           | Чемпіоншип        | 1         | 0         | 3     | 0     | 1          | 0          | –         | –         | –     | –    | 5      | 0      |
| Саутгемптон       | 2024–25           | Прем'єр-ліга      | 33        | 2         | 2     | 2     | 3          | 0          | –         | –         | –     | –    | 38     | 4      |
| Саутгемптон       | 2025–26           | Чемпіоншип        | 1         | 0         | 0     | 0     | 0          | 0          | –         | –         | –     | –    | 1      | 0      |
| Всього за кар'єру | Всього за кар'єру | Всього за кар'єру | 35        | 2         | 5     | 2     | 4          | 0          | 0         | 0         | 0     | 0    | 44     | 4      |